# Xã South Lindsey, Quận Benton, Missouri
Xã South Lindsey (tiếng Anh: South Lindsey Township) là một xã thuộc quận Benton, tiểu bang Missouri, Hoa Kỳ. Năm 2010, dân số của xã này là 2.822 người.